# カプシド

カプシド（英: capsid）は、ウイルスゲノムを取り囲むタンパク質の殻のことを指し、カプソメアによって構成されている。カプシドの構造はウイルスゲノムとカプシドとの立体配列により、立方対称性、ラセン対称性、非対称性のものがある。カプシドの構成単位であるカプソメアは暗黒期に他のタンパク質とともに合成される。その数はウイルスによって一定である。ウイルスによってはカプシドの外側にエンベロープを持つものもある。カプシドはウイルスゲノムを核酸分解酵素などから保護し、細胞のレセプターへの吸着に関与している。カプシドはウイルスが細胞に侵入後、細胞またはウイルス自身の酵素によって取り除かれる。この過程を脱殻と呼ぶ。ウイルスゲノムとカプシドの複合体をヌクレオカプシド (nucleocapsid) と呼ぶ。